# 다카기 가즈마사
다카기 가즈마사(일본어: 高木 和正, 1984년 12월 17일 ~ )는 일본의 전 축구 선수이다.

## 구단 경력
그는 2003년부터 201년까지 J리그의 산프레체 히로시마, 몬테디오 야마가타, FC 기후, 도치기 SC, 카마타마레 사누키에서 활동하였다.